# Cheile Doftanei
Cheile Doftanei este o arie protejată (arie specială de conservare — SAC, sit de importanță comunitară — SCI) din România, desemnată în scopul protejării biodiversității și menținerii într-o stare de conservare favorabilă a florei spontane și faunei sălbatice, precum și a habitatelor naturale de interes comunitar aflate în arealul zonei de protecție. Aceasta este situată pe teritoriul nord-vestic al județului Prahova, în Muntenia.

## Localizare
Aria naturală se întinde în nord-vestul județului Prahova (în zona de contact a Subcarpaților Prahovei cu prelungirile sudice ale Munților Baiu), ocupând teritoriile administrative ale comunelor: Brebu, Secăria, Șotrile și Valea Doftanei; și cel al orașului Comarnic. Aceasta este străbătută de drumul județean DJ102L care leagă localitatea Seciuri de Barajul Paltinu; baraj (aflat în arealul sitului) construit între anii 1968-1971, pe valea râului Doftana.

## Înființare
Zona a fost declarată sit de importanță comunitară prin Ordinul nr. 2.387 din 29 noiembrie 2011 (pentru modificarea Ordinului ministrului mediului și dezvoltării durabile nr. 1.964/2007 privind instituirea regimului de arie naturală protejată a siturilor de importanță comunitară, ca parte integrantă a rețelei ecologice europene Natura 2000 în România) și se întinde pe o suprafață de 2.622,9 hectare. Situl a fost protejat și ca arie specială de conservare în mai 2022.
In aval de Lacul Paltinul, Râul Doftana a generat superbele Chei, care au dat și denumirea sitului, de o lungime de 300 metri. Acestea sunt săpate în conglomerate, cu pereți aproape verticali, cu peisaje spectaculoase. Cu toate că situl poartă denumirea acestor chei, ele nu sunt cuprinse în limitele acestuia, fiind situate la aprox. 1.700 m aval. 
Porțiunea principală a sitului cuprinde 4 măguri sau ”gâlme” (denumire locală): Gâlma Secăriei, Gâlma Seciuri, Gâlma Crăiței și Gâlma Nemernicu sau Netrebnicu. Cu excepția culmii Nemernicu, care este complet acoperită de păduri de foioase, celelalte 3 sunt parțial înierbate, toate fiind rotunjite asemenea unor cupole în stil bizantin. Fără a fi inclus în sit, între aceste 4 gâlme se află acumularea hidroenergetică Paltinu, cu o suprafață de 157 ha (limitele sitului ocolesc malurile acumulării, barajul și amenajările aferente). Aceasta își primește apele de la nord, din râul Doftana și din văile care vin din est și vest – Păltinoasa și Secăria – ambele aflate parțial în sit. Celelalte 2 porțiuni ale sitului se află în zona de dealuri, în nord-estul satului Brebu Mănăstirei. Porțiunea mijlocie cuprinde o zonă de islaz pe malul drept al pârâului Lupa (sau Purcarul) și o zonă cu livezi de pe malul stâng, până în dreptul unui izvor sărat, numit de localnici ”La Saramură”. Porțiunea cea mai mică a sitului se află într-o zonă de platou de deal, cuprinzând o alunecare activă de teren, în bazinul pârâului Măluroasa .

## Biodiversitate
Situl reprezintă o zonă naturală (păduri de foioase, păduri în amestec, pășuni montane, fânețe, abrupturi stâncoase, grohotișuri) încadrată în bioregiunea alpină în partea de sud-est a Munților Baiului și de sud-vest a Munților Grohotișu (subunități geomorfologice ale Carpațiilor de Curbură) și cea continentală a bazinului râului Doftana (Subcarpații de Curbură). 
Cheile Doftanei reprezintă o arie naturală cu o diversitate floristică și faunistică ridicată, exprimată atât la nivel de specii cât și la nivel de ecosisteme terestre.
Situl de interes comunitar (Natura 2000) ROSCI0283 Cheile Doftanei a fost desemnat pentru conservarea a 10 habitate de interes conservativ comunitar (Comunități de lizieră cu ierburi înalte higrofile de la nivelul câmpiilor, până la cel montan și alpin; Fânețe montane; Păduri de fag de tip Luzulo-Fagetum; Păduri dacice de fag; Păduri de fag de tip Asperulo-Fagetum; Păduri dacice de stejar și carpen; Păduri de stejar cu carpen de tip Galio-Carpinetum; Păduri aluviale cu Alnus glutinosa și Fraxinus excelsior (Alno-Padion, Alnion incanae, Salicion albae); Păduri din Tilio-Acerion pe versanți abrupți, grohotișuri și ravene; Versanți stâncoși cu vegetație chasmofitică pe roci calcaroase) ce adăpostesc o gamă diversă de floră și faună specifică lanțului carpatic de curbură. 

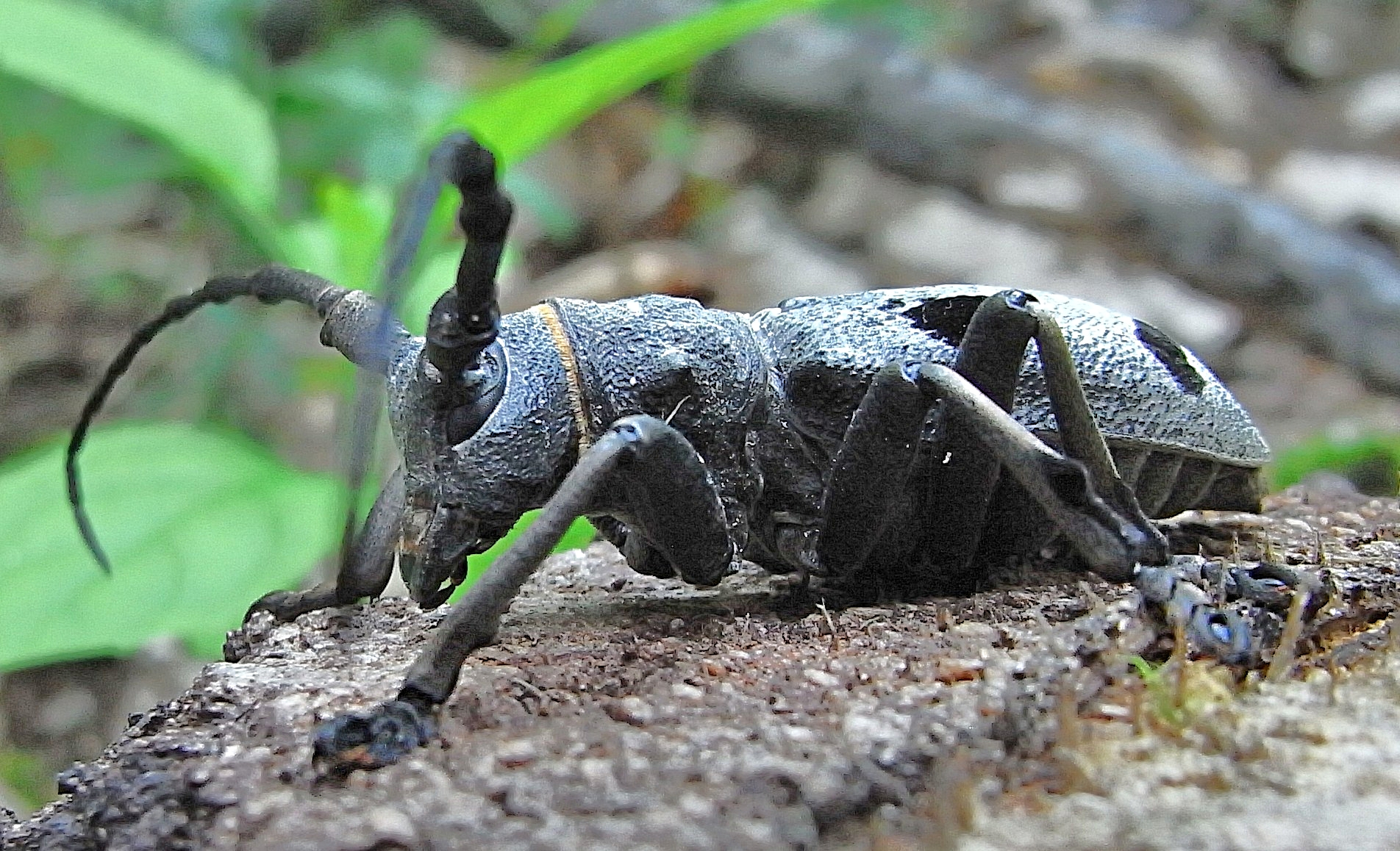
Croitorul cel mare al stejarului

La baza desemnării sitului se află mai multe specii de faună (mamifere, reptile, amfibieni, insecte) enumerate în anexa II-a a Directivei Consiliului European 92/43/CE din 21 mai 1992 (privind conservarea habitatelor naturale și a speciilor de faună și floră sălbatică) și în anexa 3 a OUG 57 / 2007, sau aflate pe lista roșie a IUCN: urs brun (Ursus arctos), cerb (Cervus elaphus), căprioară (Capreolus capreolus), mistreț (Sus scrofa), vidra de râu (Lutra lutra), izvorașul-cu-burta-galbenă (Bombina variegata), tritonul cu creastă (Triturus cristatus), tritonul comun transilvănean (Triturus vulgaris), țestoasa de apă europeană (Emys orbicularis) și croitorul cenușiu al stejarului (Morimus funereus).
Printre speciile de plante semnalate în arealul sitului se află mai multe rarități floristice (ierburi și flori) protejate la nivel european prin aceeași Directivă CE 92/43/CE din 21 mai 1992: firuță de pădure (Brachypodium sylvaticum), clopoței (Campanula sibirica), drob (Chamaecytisus hirsutus), bulgării-de-stâncă (Cnidium silaifolium), mlăștiniță (Epipactis helleborine),  sânziene albe (Galium mollugo), asperula (Asperula rumelica), ruginiță (Asplenium ruta-muraria), cătină albă (Hippophae rhamnoides), buruiană-pentru-vânt (Inula ensifolia), mărgică (Melica ciliata), poala „Sfintei Mării” (Reseda lutea), coada-iepurelui (Sesleria heufleriana), gușa-porumbelului (Silene nutans ssp. dubia), dumbăț (Teucrium chamaedrys), cimbrișor (Thymus pulcherrimus), iarbă neagră (Lembotropis nigricans), iarbă grasă (Sedum telephium ssp. maximum).

## Căi de acces
- Drumul național DN1 pe ruta Ploiești - Câmpina - Breaza - Comarnic - drumul județean DJ101S în direcția Secăria - Teșila - drumul județean DJ102L - Seciuri spre Barajul Paltinu.

## Monumente și atracții turistice
În vecinătatea sitului se află câteva obiective de interes istoric, cultural și turistic; astfel:
- Biserica „Sf. Petru și Pavel” din satul Bertea, construcție secolul al XIX-lea, monument istoric.
- Biserica „Sf. Voievozi” (ruine) din Trăisteni, construcție secolul al XIX-lea, monument istoric.
- Ansamblul muzeal „Casa Domnească” Brebu (Biserica „Sf. Mihail și Gavriil” construită între anii 1640 - 1650, Turnul clopotniță și Casa Domnească), datat din secolul al XVII-lea, monument istoric.
- Conacul George Valentin Bibescu din Comarnic, construcție 1878, monument istoric.
- Barajul Paltinu